# Toweren Toa
Toweren Toa is een bestuurslaag in het regentschap Aceh Tengah van de provincie Atjeh, Indonesië. Toweren Toa telt 404 inwoners (volkstelling 2010).